# Malatesta Kleofa moreai deszpina
Malatesta Kleofa (Pesaro, 1400 körül – Misztrász, 1433. április 18.), franciául: Cleopha/Cléopâtre Malatesta, olaszul: Cleofe/Cleofa/Cleopa/Cleopatra Malatesta, görögül: Κλεώπα/Κλεόφη/Κλεώπα/Κλεόπα/Κλεοπάτρα Μαλατέστα, latinul: Cleops/Cleopatra Malatesta. Pesaro úrnője, Morea deszpinája. II. János ciprusi király anyósa, Palaiologina Ilona bizánci császári hercegnő anyja és I. Sarolta ciprusi királynő anyai nagyanyja. A Malatesta-ház tagja volt. V. Márton pápa rokona mint a katolikus egyházfő unokahúgának a sógornője, aki viszont neheztelt rá, hogy a családjának újdonsült tagja a házasságával a római katolikus vallásról áttért az ortodox vallásra.

## Élete

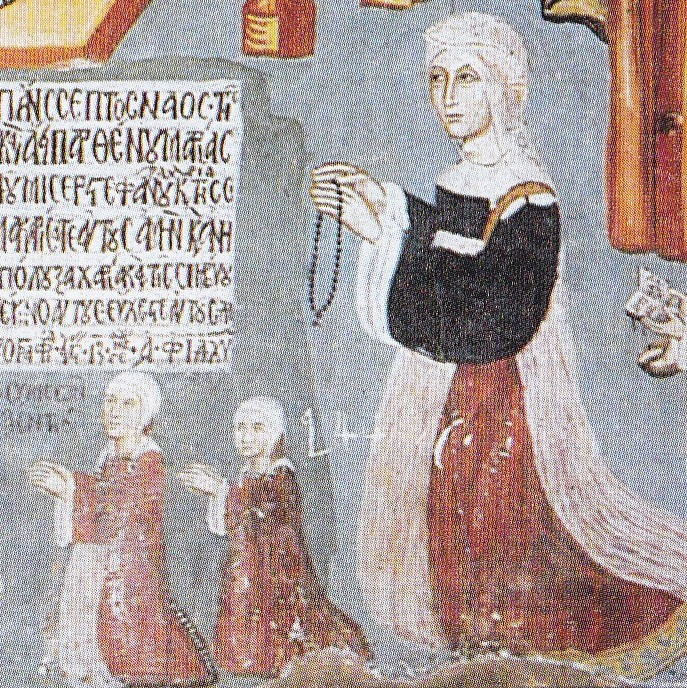
A lánya, Palaiologina Ilona királyné azz unokáival, I. Sarolta ciprusi királynővel és a húgával, Kleofa hercegnővel

Édesapja IV. (Malatesta) Malatesta, Pesaro és Fano ura, édesanyja Varano Erzsébet. Hat testvére született.
A bátyja, II. (Malatesta) Károly (1390 körül–1438), Pesaro ura V. Márton pápa (Oddone Colonna) unokahúgát, a bátyjának Lorenzo Onofrio Colonna (?–1423), cavei úrnak az egyik lányát, Colonna Viktória (?–1463/1465) úrnőt vette feleségül, de a házasságuk gyermektelen maradt, viszont így a Malatesta-család rokonságba került a pápával.
Férje II. Theodórosz Palaiologosznak (1394/99–1448), Morea és Misztra despotája, az utolsó bizánci császár, XI. Konstantin bátyja, aki csak pár hónappal „maradt le” arról, hogy bizánci császár lehessen, mert a bátyjuk, VIII. János négy hónappal túlélte.
Egyetlen gyermekük Palaiologina Ilona, aki II. János ciprusi királyhoz ment feleségül. Az ortodox őslakosság, a ciprióták körében rendkívül nagy népszerűségnek örvendett ez a házasság. Konstantinápoly 1453-as elfoglalásakor sok görög menekültet fogadott be a Ciprusi Királyság és a ciprusi udvar.
A lánya házasságából két lány született, akik közül a kisebb, Lusignan Kleofa (Kleopátra) (1444–1448) az anyai nagyanyja nevét kapta, de ő még kisgyermekként meghalt, így a veje az idősebb lányát, Saroltát jelölte a ciprusi trónra.

## Gyermeke
- Férjétől, II. (Palaiologosz) Theodórosz (1394/9–1448) moreai despotátől, II. Manuél bizánci császár negyedszülött fiától, 1 leány:
  - Ilona (1428–1458) bizánci császári hercegnő, férje II. János (1418–1458) ciprusi király, 2 leány: 
    - Lusignan Sarolta (Karola) (1442–1487), I. Sarolta néven ciprusi királynő, első férje Avisi János (1433–1457) portugál királyi herceg, gyermekei nem születtek, a második férje Savoyai Lajos (1436–1482) iure uxoris ciprusi király, 1 fiú:
      - (második házasságából): Savoyai Hugó (Henrik) (1464 – 1464. július 4. előtt) ciprusi királyi herceg

    - Lusignan Kleofa (Kleopátra) (1444–1448) ciprusi királyi hercegnő